# Хауланд (острво)
Острво Хауланд (енгл. Howland Island) налази се у Тихом океану. Отворено је почетком XIX века. Од 1857. године званично припадају Сједињеним Државама. Укупна површина је 1,62 км ². Тренутни статус им је: нерегистрована неорганизована територија САД. Немају константно становништво.

## Географија
Острво има издужени облик, окружено је коралним гребеном ширине 800 метара, а дужине 2,5 километара. Обале износи 6,4 километра. Највиша тачка је 3 метра. На острву се налази светионик Ерхарт.

## Историја
Острво су открили 1842. године, група америчких китоловаца, а острво је добило име у по једном од тих морнара. Након тога, острво је припојено Хавајској територији, али су 1936. године прешла под јурисдикцију америчког министарства унутрашњих послова. Острво је у групи такозваних "нерегистрованих" територија Сједињених Америчких Држава (није законски део САД). У овом тренутку, Министарство унутрашњих послова врши надзор над острвом као део Националног програма за спасавање дивљих животиња.

## Флора и фауна
Острво је потпуно прекривена травом, биљкама пузавицама, ниским растињем и жбуњем. У центру острва расту мала стабала.
|  |  |